# Claudia Goldin
Claudia Goldin (Nueva York, 14 de mayo de 1946) es una economista y académica estadounidense, profesora de economía de la Universidad de Harvard. Goldin fue presidenta de la Asociación estadounidense de economía durante el año académico 2013-2014. En 1990, se convirtió en la primera mujer con tenure en el departamento de Economía de la Universidad de Harvard. 
Su investigación incluye temas como historia económica, economía laboral, desigualdad, educación y brecha de género.Es miembro Academia Nacional de Ciencias de Estados Unidos.
En 2023, fue galardonada con el  Premio Nobel de Economía en reconocimiento a sus investigaciones sobre la infrarrepresentación femenina y la brecha salarial de género, de las que ha sido precursora, convirtiéndose así en la primera mujer que logra en solitario este galardón.Goldin demostró que la desigualdad laboral no se reduce a medida que la economía crece, sino que evoluciona de forma irregular en función de múltiples factores.

## Biografía
Goldin nació en Nueva York en 1946 y procede de una familia judía. Estudió en la Universidad de Cornell y completó su doctorado en economía en la Universidad de Chicago en 1972.

## Investigación
Goldin es conocida por su trabajo histórico sobre las mujeres y la economía. Sus artículos más destacados en el área se refieren a la historia de la búsqueda de una carrera y una familia por parte de las mujeres, la educación mixta en la educación superior, el impacto de la "Píldora" en las decisiones profesionales y matrimoniales de las mujeres, los apellidos de las mujeres después del matrimonio como indicador social, las razones por las cuales las mujeres son ahora la mayoría de los estudiantes universitarios y el nuevo ciclo de vida del empleo femenino.
Goldin comenzó su carrera investigando la historia de la economía del sur de Estados Unidos. Su primer libro, Urban Slavery in the American South, fue su tesis doctoral en la Universidad de Chicago. Junto con el fallecido Frank Lewis, escribió el artículo ampliamente citado "The Economic Cost of the American Civil War" (El costo económico de la guerra civil estadounidense) (1978). Más tarde, trabajó con Kenneth Sokoloff sobre la industrialización temprana en los EE. UU. y el papel de las trabajadoras, el trabajo infantil y las familias inmigrantes y de clase trabajadora. En ese momento, se dio cuenta de que las trabajadoras habían sido ignoradas en gran medida en la historia económica y se propuso estudiar cómo evolucionó la fuerza laboral femenina y su papel en el crecimiento económico. Entre sus principales artículos de ese esfuerzo de investigación están Monitoring Costs and Occupational Segregation by Sex: A Historical Analysis (Monitoreo de costos y segregación ocupacional por sexo) (1987), Life Cycle Labor Force Participation of Married Women (Participación de las mujeres casadas en la fuerza laboral del ciclo de vida) (1989) y The Role of World War II in the Rise of Women's Employmen  (El papel de la Segunda Guerra Mundial en el aumento del empleo femenino) (1991).Su libro Understanding the Gender Gap: An Economic History of American Women (1990) cuenta la historia del aumento del empleo femenino en los EE.UU., desde el siglo XVIII hasta finales del siglo XX, su papel en el crecimiento económico y por qué existen brechas de género en los ingresos y el empleo y por qué se mantienen. 
Después de escribir sobre la historia económica de la fuerza laboral femenina, Goldin se propuso investigar la historia de la educación en Estados Unidos. Comenzó con una serie de artículos sobre el movimiento de la escuela secundaria y la configuración de la educación superior en los EE. UU., que culminó con su discurso presidencial de la Asociación de Historia Económica, The Human Capital Century and American Leadership: Virtues of the Past  (El siglo del capital humano y el liderazgo estadounidense: virtudes del pasado) (2001). 
Trabajó con Lawrence Katz para comprender la historia de la desigualdad económica en Estados Unidos y su relación con los avances educativos. Su investigación produjo numerosos artículos sobre el tema y culminó con la publicación de The Race between Education and Technology (La carrera entre educación y tecnología) (2008). La pareja también trabajó en conjunto para determinar el valor de una educación universitaria en el mercado laboral a través de su artículo de 2016 The Value of Postsecondary Credentials in the Labor Market: An Experimental Study (El valor de las credenciales postsecundarias en el mercado laboral: un estudio experimental).
Goldin continuó trabajando en varios temas de actualidad y muchos pasaron a formar parte de los volúmenes que editó conjuntamente, que incluyen los orígenes de la restricción de la inmigración, la creación del seguro de desempleo en Estados Unidos y el papel de la prensa en la reducción de la corrupción.
Durante esos años también publicó una serie de importantes artículos sobre género: Orchestrating Impartiality: The Effect of 'Blind' Auditions on Female Musicians (Orquestar la imparcialidad: el efecto de las audiciones 'ciegas' en las músicas, con Rouse, 2000) se encuentra entre sus artículos más citados. The Power of the Pill: Oral Contraceptives and Women's Career and Marriage Decisions. (El poder de la píldora: anticonceptivos orales y decisiones de carrera y matrimonio de las mujeres, con Katz, 2002) y The U-Shaped Female labor Force Function in Economic Development and Economic History  (La función de la fuerza laboral femenina en forma de U en el desarrollo económico y la historia económica,1995) son algunos de sus artículos pioneros. Luego comenzó a centrarse en la búsqueda de una carrera y una familia por parte de las mujeres universitarias y en las razones de la persistente brecha de género en los ingresos. Su discurso presidencial de la Asociación Económica Estadounidense, "Una gran convergencia de género: su último capítulo", estableció lo que debe contener el último capítulo para que haya igualdad entre hombres y mujeres en el mercado laboral. Su libro Career & Family: Women's Century-Long Journey toward Equity  (Carrera y familia: el viaje centenario de las mujeres hacia la equidad) contiene la historia completa y concluye con el impacto de la pandemia en las carreras de las mujeres y la equidad de las parejas.

## Publicaciones seleccionadas
- Goldin, Claudia Dale. Understanding the Gender Gap: An Economic History of American Women. New York: Oxford University Press, 1990, ISBN 978-0-19-505077-6.
- Goldin, Claudia Dale et al. Strategic Factors in Nineteenth Century American Economic History: A Volume to Honor Robert W. Fogel. Chicago: University of Chicago Press, 1992, ISBN 978-0-226-30112-9.
- Goldin, Claudia Dale and Gary D. Libecap. Regulated Economy: A Historical Approach to Political Economy. Chicago: University of Chicago Press, 1994, ISBN 978-0-226-30110-5.
- Bordo, Michael D., Claudia Dale Goldin, and Eugene Nelson White. The Defining Moment: The Great Depression and the American Economy in the Twentieth Century. Chicago: University of Chicago Press, 1998, ISBN 978-0-226-06589-2.
- Glaeser, Edward L. and Claudia Dale Goldin. Corruption and Reform: Lessons from America’s History. Chicago: University of Chicago Press, 2006, ISBN 978-0-226-29957-0.
- Goldin, Claudia Dale and Lawrence F. Katz. The Race Between Education and Technology. Cambridge, Mass.: Belknap Press of Harvard University Press, 2008, ISBN 978-0-674-02867-8.
- Career and Family: Women’s Century-Long Journey toward Equity, 2023,  Princeton University Press, ISBN: 9780691228662.[13]Traducido al castellano por Gala Sicart Olavide con el título Carrera y familia. El largo viaje de las mujeres hacia la igualdad (Taurus, 2024).[14]